# Hennessy Road

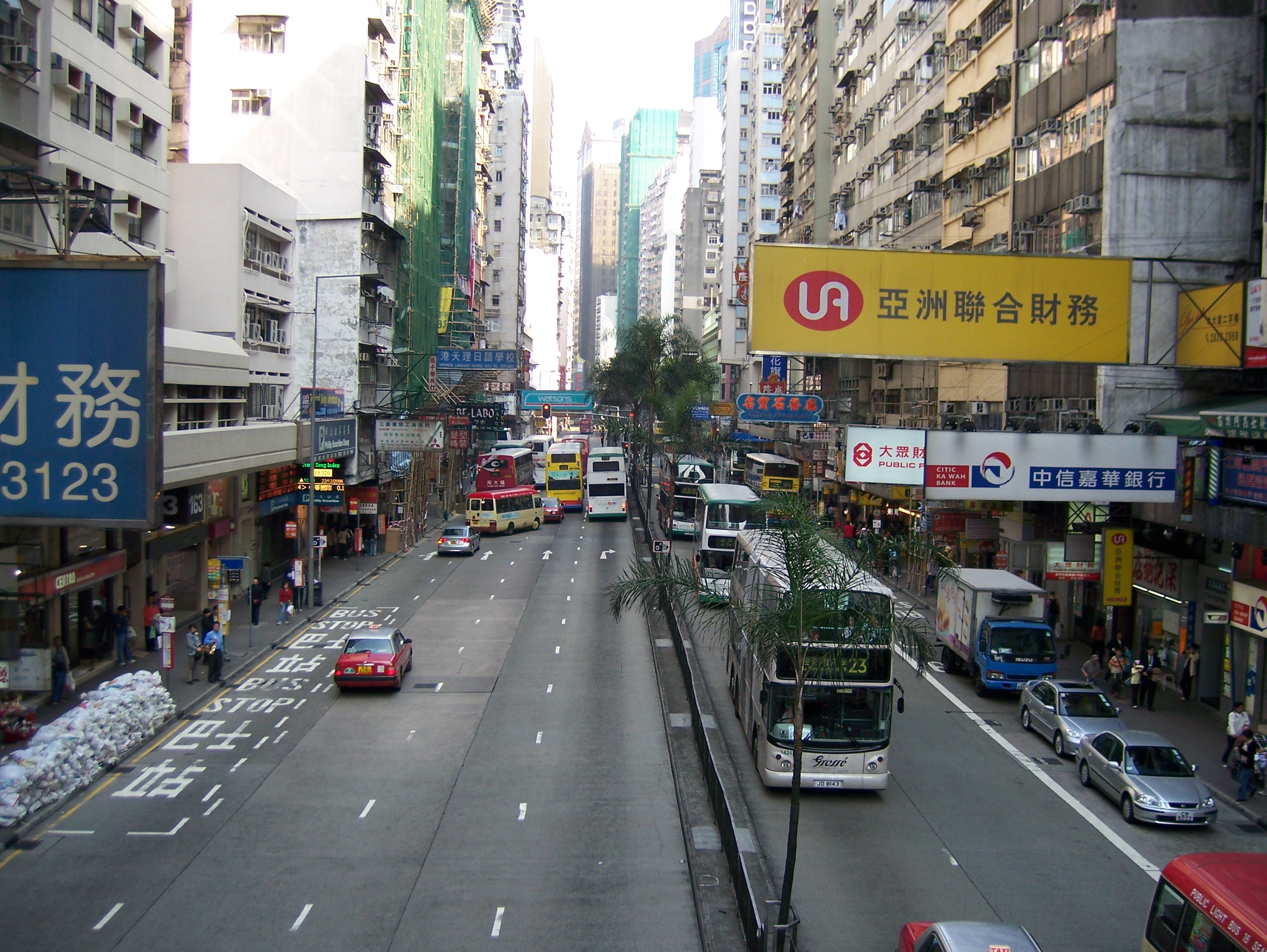
Hennessy Road en Wanchai

Hennessy Road (en chino tradicional, 軒尼詩道; en chino simplificado, 轩尼诗道; pinyin, Xuānníshī Dào; Yale cantonés, hin1 nei4 si1 dou6) es una calle situada en la Isla de Hong Kong, Hong Kong, China. Conecta Yee Wo Street (Causeway Bay) en el este con Queensway (Wan Chai) en el oeste.
La calle lleva el nombre de John Pope Hennessy, Gobernador de Hong Kong entre 1877 y 1882.

## Puntos de interés
- Sogo Hong Kong. Grandes almacenes en el 555 de Hennessy Road, desde 1985[1]
- Hysan Place. Centro comercial y edificio de oficinas en el 500 de Hennessy Road. Fue promovido por Hysan Development Company Limited en el antiguo emplazamiento del Hennessy Centre y completado en agosto de 2012.[2]

## En la cultura popular
La película de 2009 Crossing Hennessy ocurre alrededor de Hennessy Road.

## Galería de imágenes

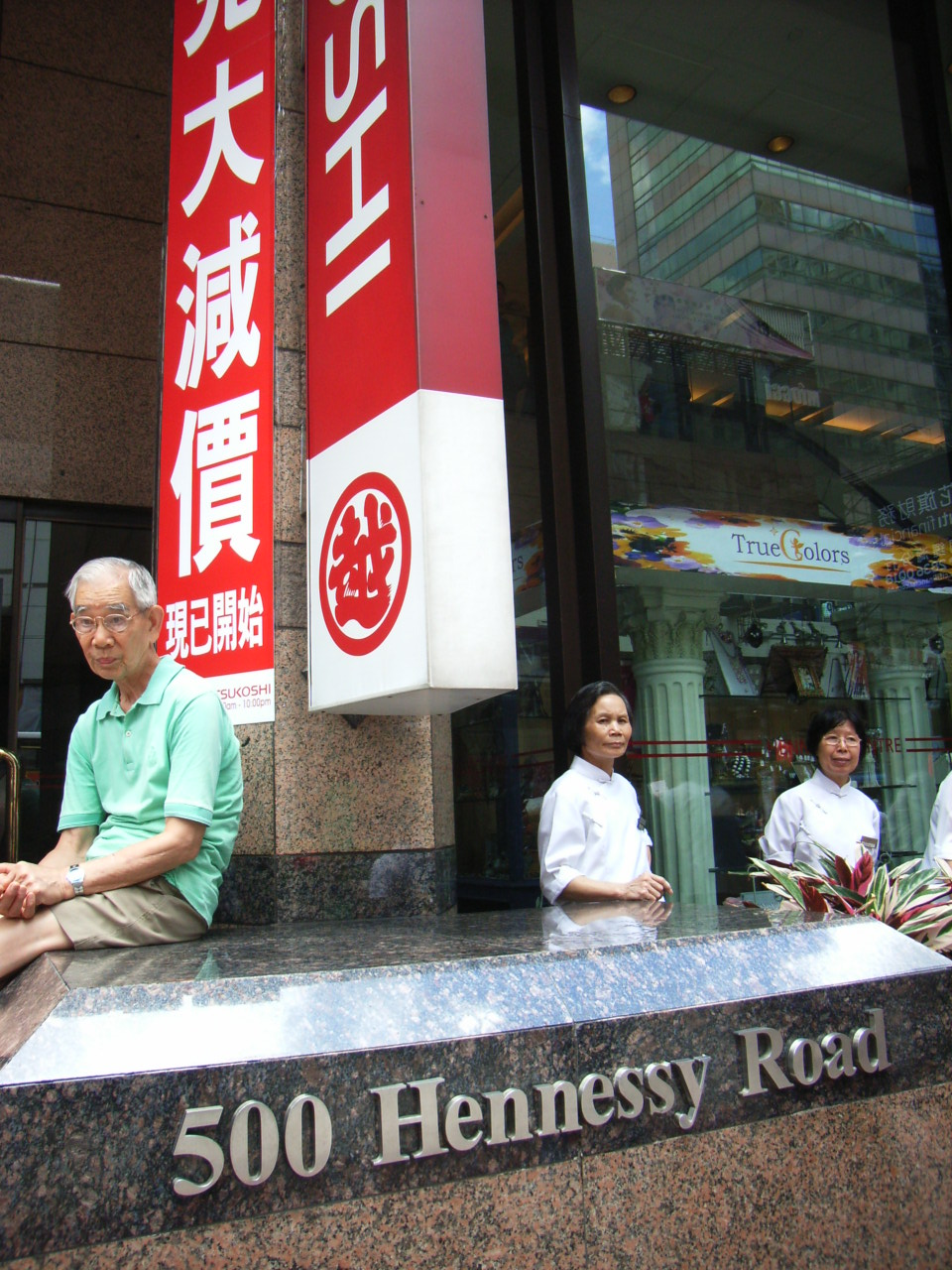
Los grandes almacenes Mitsukoshi, antiguo ocupante del Hennessy Centre, cerraron en 2006